# Области комплексного пространства
Комплексное пространство {\displaystyle \mathbb {C} ^{n}} — пространство, точки которого — следующие упорядоченные наборы {\displaystyle n} комплексных чисел:
{\displaystyle z=(z_{1},\,z_{2},\dots ,z_{n})=\{z_{k}\}.}
При {\displaystyle n=1} получается комплексная плоскость {\displaystyle \mathbb {C} }, комплексное пространство {\displaystyle \mathbb {C} ^{n}} размерности {\displaystyle n} — это декартово произведение {\displaystyle n} комплексных плоскостей:
{\displaystyle \mathbb {C} ^{n}=\underbrace {\mathbb {C} \times \mathbb {C} \times \cdots \times \mathbb {C} } _{n{\text{ раз}}}}.
Область (англ. domain; region) {\displaystyle D} комплексного пространства {\displaystyle \mathbb {C} ^{n}} — открытое связное множество {\displaystyle D\subset \mathbb {C} ^{n}}, то есть любая точка множества принадлежит ему вместе с её окрестностью (открытость), а любые две точки множества соединены непрерывной кривой (связность).
Граничная точка области {\displaystyle D} — точки, не принадлежащие {\displaystyle D}, но одновременно предельные для точек {\displaystyle D}, то есть в произвольной окрестности предельной точки всегда имеются точки из {\displaystyle D}, а также хотя бы одна точка, не лежащая в {\displaystyle D}. Граница области {\displaystyle D} — множество {\displaystyle \partial D} всех граничных точек {\displaystyle D}. Замыкание области {\displaystyle {\bar {D}}} совпадает с объединением {\displaystyle D} и {\displaystyle \partial D}.
Рассмотрим некоторые простейшие области комплексного пространства.

## Конечные области

### Шар

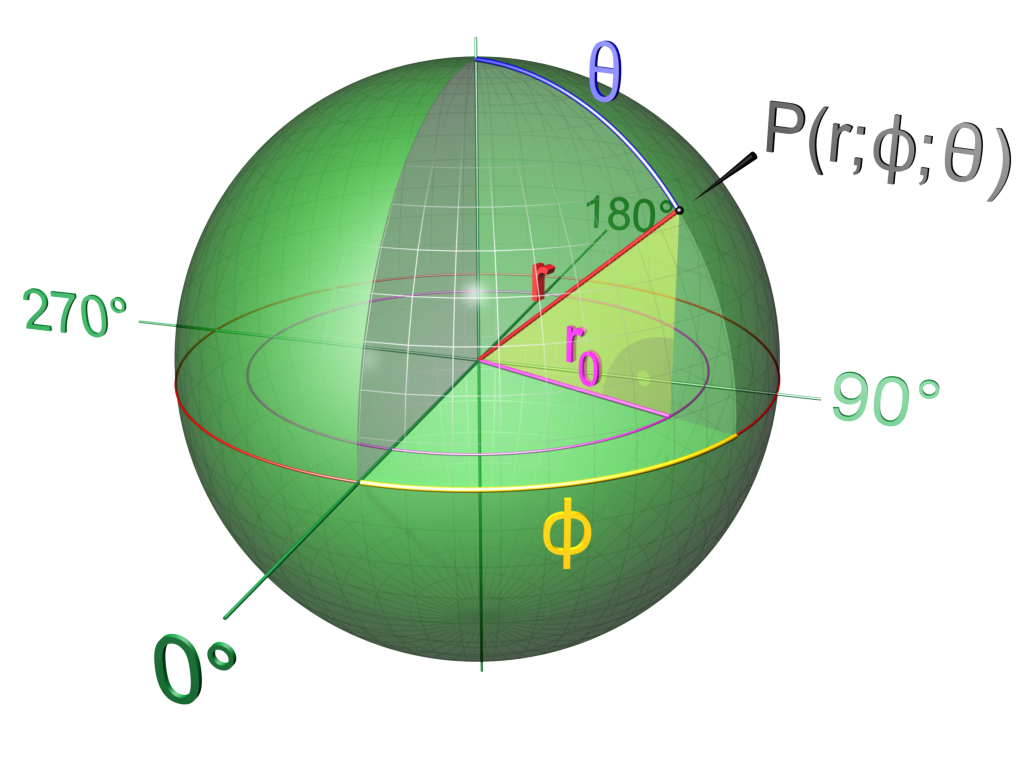
Шар

Шар (англ. ball; open ball; solid sphere) радиуса {\displaystyle r} с центром в точке {\displaystyle z_{0}} — это множество точек
{\displaystyle B(a,\,r)=\{z\in \mathbb {C} ^{n}\colon |z-z_{0}|<r\}}.
Это обычный евклидов шар. Граница {\displaystyle \partial B} шара есть {\displaystyle (2n-1)}-мерная сфера
{\displaystyle S^{2n-1}=\{z\in \mathbb {C} ^{n}\colon |z-z_{0}|=r\}}.
Шар есть частный случай полной области Рейнхарта.

Диаграммы шара Рейнхарта и Хартогса
Диаграмма Рейнхарта шара в {\displaystyle \mathbb {C} ^{2}}
Диаграмма Рейнхарта шара в {\displaystyle \mathbb {C} ^{3}}
Диаграмма Хартогса шара в {\displaystyle \mathbb {C} ^{2}}

### Поликруг

Стереографическая проекция двумерного остова бикруга — двумерного тора. Остов вращается вокруг плоскости

Поликруг (англ. polydisc) — понятие комплексного анализа, раздела математики, топологическое произведение нескольких плоских кругов, одно из обобщений понятия круга; другое наиболее известное обобщение круга — шар.
Поликруг (англ. open polydisc; equiradial polydisc) радиуса {\displaystyle r} с центром в точке {\displaystyle z_{0}} — следующее множество точек {\displaystyle z} комплексного пространства {\displaystyle C^{n}} произвольной размерности {\displaystyle n}:
{\displaystyle \Delta ^{n}(z_{0},\,r)=\{z\in \mathbb {C} ^{n}\colon \|z-z_{0}\|<r\}=}
{\displaystyle =\{z=(r_{1},\,r_{2},\,\dots ,\,r_{n})\in \mathbb {C} ^{n}\colon }
{\displaystyle {\underset {k}{\max }}|z_{k}-z_{0k}|<r,\,k=1,\,2,\,\dots ,\,n\}=}
{\displaystyle =\{z=(r_{1},\,r_{2},\,\dots ,\,r_{n})\in \mathbb {C} ^{n}\colon }
{\displaystyle |z_{k}-z_{0k}|<r,\,k=1,\,2,\,\dots ,\,n\}}.
Синонимы: полидиск; круговой полицилиндр; шар в поликруговой метрике; шар в {\displaystyle \rho }-метрике; поликруг с равными радиусами (англ. equiradial polydisc; полицилиндр с равными радиусами; произведение кругов.
Так определённый поликруг — это шар с центром {\displaystyle z_{0}} в поликруговой {\displaystyle \rho }-метрике. Геометрически поликруг есть топологическое произведение {\displaystyle n} плоских кругов
{\displaystyle \Delta ^{n}(z_{0},\,r)=\Delta (z_{01},\,r)\times \Delta (z_{02},\,r)\times \cdots \times \Delta (z_{0n},\,r),}
{\displaystyle \Delta (z_{0k},\,r)=\{z_{k}\in \mathbb {C} \colon |z_{k}-z_{0k}|<r\},\,k=1,\,2,\,\dots ,\,n,}
радиуса {\displaystyle r} с центрами в точках {\displaystyle z_{0k}}.
В общем случае поликруг векторного радиуса, или мультирадиуса (англ. polydisc; polycylinder)), {\displaystyle \mathbf {r} =(r_{1},\,r_{2},\,\dots ,\,r_{n})} с центром в точке {\displaystyle z_{0}} — это следующее множество точек:
{\displaystyle \Delta ^{n}(z_{0},\,\mathbf {r} )=\{z=(z_{1},\,z_{2},\,\dots ,\,z_{n})\in \mathbb {C} ^{n}\colon |z_{k}-z_{0k}|<r_{k},\,k=1,\,2,\,\dots ,\,n\}}.
В общем случае поликруг векторного радиуса есть геометрически топологическое произведение {\displaystyle n} плоских кругов с разными радиусами {\displaystyle r_{k}} и одним центром {\displaystyle z_{0}}:
{\displaystyle \Delta ^{n}(z_{0},\,\mathbf {r} )=\Delta (z_{01},\,r_{1})\times \Delta (z_{02},\,r_{2})\times \cdots \times \Delta (z_{0n},\,r_{n}),}
{\displaystyle \Delta (z_{0k},\,r_{k})=\{z_{k}\in \mathbb {C} \colon |z_{k}-z_{0k}|<r_{k}\},\,k=1,\,2,\,\dots ,\,n,}
Единичный поликруг — поликруг с центром в начале координат, то есть {\displaystyle z_{0}=0}, и единичным радиусом, то есть {\displaystyle r=1}.
В общем случае эллиптический полицилиндр с центром в начале координат — это следующее множество точек:
{\displaystyle E^{n}(\mathbf {r} )=\{z=(z_{1},\,z_{2},\,\dots ,\,z_{n})\in \mathbb {C} ^{n}\colon |z_{k}+{\sqrt {r_{k}^{2}-1}}|<r_{k},\,r_{k}>1,\,k=1,\,2,\,\dots ,\,n\}.}
В общем случае аналитически скошенный полицилиндр — это множество точек, получающееся из полицилиндра после аффинного преобразования
{\displaystyle z_{k}=b_{k}+\sum \limits _{p=1}^{n}a_{kp}z'_{p},\,k=1,\,2,\,\dots ,\,n}
комплексного пространства.
Поликруг естественным образом обобщается на полиобласть.
Поликруг есть частный случай полной области Рейнхарта.

Диаграммы поликруга Рейнхарта и Хартогса
Диаграмма Рейнхарта бикруга в {\displaystyle \mathbb {C} ^{2}}
Диаграмма Рейнхарта трикруга в {\displaystyle \mathbb {C} ^{3}}
Диаграмма Хартогса бикруга в {\displaystyle \mathbb {C} ^{2}}

### Полиобласть
Поликруг естественным образом обобщается на полиобласть.
Полиобласть (англ. polydomain) {\displaystyle D=D_{1}\times D_{2}\times \cdots \times D_{n}} — топологическое произведение {\displaystyle n} следующих в общем случае плоских многосвязных областей:
{\displaystyle D_{k}\subset \mathbb {C} ,\,k=1,\,2,\,\dots ,\,n.}
Синонимы: поликруговая область; обобщённый полицилиндр; полицилиндрическая область.

### Область Рейнхарта

Диаграмма неполной области Рейнхарта в

Область Рейнхарта (англ. Reinhardt domain) — понятие комплексного анализа, раздела математики, обобщение понятий шара и поликруга. Названа в честь немецкого математика Карла Рейнхарта.
Синонимы: кратно-круговая область; {\displaystyle n}-круговая область (англ. multicircular domain).
Логарифмически выпуклая область Рейнхарта обладает следующим важным свойством: любая такая область в комплексном пространстве {\displaystyle \mathbb {C} ^{n}} есть внутренность множества точек абсолютной сходимости (другими словами, собственно область сходимости) некоторого степенного ряда по переменным
{\displaystyle z_{1}-a_{1},\,z_{2}-a_{2},\,\dots ,\,z_{n}-a_{n},}
и обратно: область сходимости любого степенного ряда по
{\displaystyle z_{1},\,z_{2},\,\dots ,\,z_{n}}
есть логарифмически выпуклая полная область Рейнхарта с центром {\displaystyle a=0}.
Область Рейнхарта есть частный случай круговой области, а также кратно-кругообразной области.
Область Рейнхарта — область {\displaystyle D} комплексного пространства {\displaystyle \mathbb {C} ^{n}}, {\displaystyle n\geqslant 1}, имеющая такое свойство, что вместе с каждой точкой {\displaystyle z^{0}=(z_{1}^{0},\,z_{2}^{0},\,\dots ,\,z_{n}^{0})\in D} в области {\displaystyle D} лежат также и все точки следующего вида:
{\displaystyle \{z=(z_{1},\,z_{2},\,\dots ,\,z_{n})\in \mathbb {C} ^{n}\colon \,|z_{k}-a_{k}|=|z_{k}^{0}-a_{k}|,\,k=1,\,2,\,\dots ,\,n\},}
или
{\displaystyle z=\{a_{k}+(z_{k}^{0}-a_{k})e^{i\theta _{k}}\},\quad } {\displaystyle 0<\theta _{k}<2\pi ,}
или
{\displaystyle z=a+(z^{0}-a)e^{i\theta },\quad } {\displaystyle \theta =(\theta _{1},\,\theta _{2},\,\dots ,\,\theta _{n})\in \mathbb {R} .}
При {\displaystyle a=0} получаем:
{\displaystyle z=z^{0}e^{i\theta },\quad } {\displaystyle \theta =(\theta _{1},\,\theta _{2},\,\dots ,\,\theta _{n})\in \mathbb {R} .}
Присутствующая в определении точка {\displaystyle a\in \mathbb {C} ^{n}} называется центром области Рейнхарта.
Область Рейнхарта имеет следующие автоморфизмы:
{\displaystyle w_{k}=a_{k}+(z_{k}-a_{k})e^{i\theta _{k}},\quad } {\displaystyle k=1,\,2,\,\dots ,\,n.}

Диаграммы Рейнхарта шара и поликруга
Диаграмма Рейнхарта шара для {\displaystyle n=2}
Диаграмма Рейнхарта шара для {\displaystyle n=3}
Диаграмма Рейнхарта бикруга для {\displaystyle n=2}
Диаграмма Рейнхарта трикруга для {\displaystyle n=3}

### Круговая область
Область Рейнхарта естественным образом обобщается на круговую область.
Круговая область — область {\displaystyle D} комплексного пространства {\displaystyle \mathbb {C} ^{n}}, {\displaystyle n\geqslant 1}, имеющая такое свойство, что вместе с каждой точкой {\displaystyle z^{0}=(z_{1}^{0},\,z_{2}^{0},\,\dots ,\,z_{n}^{0})\in \mathbb {C} ^{n}} в области {\displaystyle D} лежат и все точки вида
{\displaystyle z=\{a+(z^{0}-a)e^{i\theta }\},\quad } {\displaystyle 0<\theta <2\pi ,}
другими словами, все точки окружности на комплексной прямой, проходящей через заданные точки {\displaystyle a} и {\displaystyle z^{0}}, с центром {\displaystyle a} и следующим радиусом:
{\displaystyle |z^{0}-a|={\sqrt {\sum _{k=1}^{n}|z_{k}^{0}-a_{k}|^{2}}}}.
Присутствующая в определении точка {\displaystyle a\in \mathbb {C} ^{n}} называется центром круговой области.
Синоним: круговое точечное множество.
Круговая область есть частный случай области Хартогса.
Полная круговая область — круговая область {\displaystyle D}, в которой с каждой точкой {\displaystyle z^{0}=(z_{1}^{0},\,z_{2}^{0},\,\dots ,\,z_{n}^{0})\in D} лежит весь следующий круг:
{\displaystyle \{z=a+(z^{0}-a)\lambda \},\quad } {\displaystyle |\lambda |\leqslant 1.}

### Область Хартогса

Диаграмма Хартогса неполной области в

Область Хартогса (англ. Hartogs domain) — понятие комплексного анализа, раздела математики, обобщение понятия области Рейнхарта. Названа в честь немецкого математика Фридриха Хартогса.
Синоним: полукруговая область.
Область Хартогса естественным образом возникает как область непрерывной сходимости следующего ряда:
{\displaystyle \sum _{k=0}^{\infty }a_{k}(z_{1},\,z_{2},\,\dots ,\,z_{n-1})z_{n}^{k}.}
Область Хартогса есть частный случай кругообразной области.
Область Хартогса — область {\displaystyle D} комплексного пространства {\displaystyle \mathbb {C} ^{n}}, {\displaystyle n\geqslant 1}, имеющая такое свойство, что вместе с каждой точкой {\displaystyle z^{0}=(z_{1}^{0},\,z_{2}^{0},\,\dots ,\,z_{n-1}^{0},\,z_{n}^{0})\equiv ('z^{0},\,z_{n}^{0})\in D} в области {\displaystyle D} лежат также и все точки следующей окружности:
{\displaystyle \{('z^{0},\,a_{n}+(z_{n}^{0}-a_{n})e^{i\theta _{n}}),\quad 0\leqslant \theta _{n}<2\pi \}.}

### Кругообразная область
Область Хартогса естественным образом обобщается на кругообразную область.
Орбита, порождаемая точкой {\displaystyle z\in \mathbb {C} ^{n}}, — точечное множество в комплексном пространстве {\displaystyle \mathbb {C} ^{n}} вида
{\displaystyle \{t^{\alpha _{1}}z_{1},\,t^{\alpha _{2}}z_{2},\,\dots ,\,t^{\alpha _{n}}z_{n}\},\quad } {\displaystyle |t|=1,}
где {\displaystyle z=(z_{1},\,z_{2},\,\dots ,\,z_{n})\in \mathbb {C} ^{n}} — любая фиксированная точка; {\displaystyle t\in \mathbb {C} } — любой комплексный параметр; {\displaystyle \alpha _{1},\,\alpha _{2},\,\dots ,\,\alpha _{n}} — целые неотрицательные числа, не все равные нулю. Орбита есть топологический образ окружности. Орбита может быть порождена любой из её точек.
Кругообразная область — область {\displaystyle D} комплексного пространства {\displaystyle \mathbb {C} ^{n}}, {\displaystyle n\geqslant 1}, целиком состоящая из некоторых орбит.
В частном случае при {\displaystyle \alpha _{1}=\alpha _{2}=\cdots =\alpha _{n}=1} получается круговая область, а при {\displaystyle \alpha _{1}=\alpha _{2}=\cdots =\alpha _{n-1}=0}, {\displaystyle \alpha _{n}=1} — область Хартогса.
В более общем случае кругообразная область называется кругообразным точечным множеством.
Обобщение кругообразной области — кругообразная область с произвольными целыми показателями {\displaystyle \alpha _{1},\,\alpha _{2},\,\dots ,\,\alpha _{n}} была впервые изучена французским математиком А. Картаном.

### Кратно-кругообразная область
Область Рейнхарта естественным образом обобщается на кратно-кругообразную область, частный случай кругообразной области.
Введём следующие {\displaystyle m} параметров {\displaystyle t_{1},\,t_{2},\,\dots ,\,t_{m}} и организуем их в следующие {\displaystyle n} одночленов
{\displaystyle \beta _{j}(t)=t_{1}^{\alpha _{j1}}t_{2}^{\alpha _{j2}}\dots t_{m}^{\alpha _{jm}},\quad j=1,\,2,\,\dots ,\,n,}
где показатели степени {\displaystyle \alpha _{j1},\,\alpha _{j2},\,\dots ,\,\alpha _{jm}} — неотрицательные целые числа.
Пусть определение орбиты следующее:
{\displaystyle \{\beta _{1}(t)z_{1},\,\beta _{2}(t)z_{2},\,\dots ,\,\beta _{n}(t)z_{n}\},\quad } {\displaystyle |t_{1}|=|t_{2}|=\cdots =|t_{m}|=1.}
Кратно-кругообразная область — область {\displaystyle D} комплексного пространства {\displaystyle \mathbb {C} ^{n}}, {\displaystyle n\geqslant 1}, целиком состоящая из некоторых этих орбит.

## Неограниченные области

### Полуплоскость
Полупло́скость (англ. half-plane) — понятие геометрии, в случае плоскости множество всех точек, которые находятся по одну сторону от некоторой прямой плоскости. Эта прямая определяет полуплоскость.
Полуплоскость есть частный случай трубчатой области.

### Полоса
Полоса́ (англ. band) — понятие геометрии, в случае плоскости множество всех точек, которые находятся между двумя параллельными прямыми плоскости. Эти две прямые ограничивают полосу, и расстояние между ними называется шириной полосы.
Полоса есть выпуклая область.
Синоним: полоска.
На комплексной плоскости {\displaystyle \mathbb {C} } с координатами {\displaystyle z=x+iy} конформное преобразование {\displaystyle w=e^{z}} отображает полосу {\displaystyle 0<y<\pi } на верхнюю полуплоскость, а полосу {\displaystyle 0<y<2\pi } — на всю плоскость без положительной полуоси {\displaystyle \{x>0,\,y=0\}}.
Полоса есть частный случай трубчатой области.

### Трубчатая область
Тру́бчатая о́бласть (англ. tubular domain) — понятие комплексного анализа, раздела математики, обобщение понятий полосы и полуплоскости.
Синонимы: труба; цилиндрическая область.
Трубчатая область — область {\displaystyle D} комплексного пространства {\displaystyle \mathbb {C} ^{n}}, {\displaystyle n\geqslant 1}, имеющая такое свойство, что вместе с каждой точкой {\displaystyle z^{0}=(z_{1}^{0},\,z_{2}^{0},\,\dots ,\,z_{n}^{0})\in D} в области {\displaystyle D} лежат также и все точки следующего вида:
{\displaystyle z=\{z_{k}^{0}+iy_{k}\},\quad -\infty <y<\infty ,\quad k=1,\,2,\,\dots ,\,n.}
Произвольную трубчатую область {\displaystyle D} можно всегда представить в более простом виде — как следующее прямое произведение:
{\displaystyle B\times \mathbb {R} ^{n}(y)},
где область {\displaystyle B\in \mathbb {R} ^{n}(x)\subset \mathbb {C} ^{n}}, {\displaystyle x=(x_{1},\,x_{2},\,\dots ,\,x_{n}),} называется основанием области {\displaystyle D}, а вещественное пространство {\displaystyle \mathbb {R} ^{n}(y)} состоит из точек {\displaystyle y=(y_{1},\,y_{2},\,\dots ,\,y_{n}).} В итоге получается, что трубчатая область может быть полностью охарактеризована её основанием {\displaystyle B\in \mathbb {R} ^{n}(x)}.
Пользуясь тем, что {\displaystyle z=x+iy}, где {\displaystyle x} и {\displaystyle y} можно представить как вещественные {\displaystyle n}-мерные векторы, произвольная трубчатая область может быть символически записана либо в следующем виде:
{\displaystyle T=B+i\mathbb {R} ^{n}(y)},
то есть
{\displaystyle T=\{x+iy\colon x\in B,y\in \mathbb {R} ^{n}\}},
либо в следующем виде:
{\displaystyle T=\mathbb {R} ^{n}(x)+iB}.